# Hile Wechsler
Hile Wechsler (1843. – 1894.) je bavarski rabin.
Hile je rođen 1843. godine. Život je proveo izučavajući Toru i u učiteljskom radu kojeg je započeo na učiteljskoj akademiji u bavarskom gradu Zellu. Nakom smrti njegova oca nakratko odlazi od kuće, a po povratku se ženi sestričnom Clarom u koju se i prije zagledao, ali joj nije iskazao ljubav jer je bio isuviše stidljiv. Rodila mu je četrnaestero djece, od kojih je sedmero umrlo.
Wechler je poznat kao autor pamfleta "Riječ upozorenja" (njem. Ein Wort der Mahnung), u kojem je predviđena židovska katastrofa (nacistički holokaust). On je tu knjižicu izdao bez imena, vjerojatno u strahu od antisemita. Židovi su u to vrijeme u Bavarskoj uživali dobar ugled, za razliku od Španjolske i Rusije. Smatra se ta je ta knjižica nastala nakon niza neobičnih snova koje je on smatrao porukama svog uma. Nagovarao je Židove da izbjegnu na Bliski istok kako bi izbjegli katastrofu, ali nije shvaćen ozbiljno te je ubrzo ta knjižica pala u zaborav. Veća mu se pažnja ponovo poklanja nakon pada Hitlera, kada je ustanovljeno da je iznio čitav niz pojava koje su se uistinu dogodile, a bilo ih je teško pogoditi. U knjizi "Neodlučni prorok" njegov slučaj razmotrio je i James Kirsch, psiholog koji Wechlera smatra genijalnim prorokom.
Wechsler je umro od sušice u dobi od 51 godine.